# Elmer Livingston MacRae
Elmer Livingston MacRae (ur. 16 lipca 1875 w Nowym Jorku, zm. 2 kwietnia 1953 w Greenwich) – amerykański malarz i rysownik, znany najbardziej jako czołowy członek kolonii artystycznej Cos Cob Art Colony w Greenwich (stan Connecticut), założonej przez amerykańskich malarzy impresjonistycznych Johna Henry’ego Twachtmana i Juliana Aldena Weira. Kolonia stała się polem doświadczalnym dla nowych stylów artystycznych. Sam MacRae założył The American Pastel Society oraz Greenwich Society of Artists. Był skarbnikiem i jednym z organizatorów oraz uczestników przełomowej wystawy Armory Show w 1913 roku.

## Życiorys

### Początki
Elmer Livingston MacRae studiował w nowojorskiej Art Students League pod kierunkiem takich artystów jak: James Carroll Beckwith, John Henry Twachtman, Robert Frederick Blum i Harry Siddons Mowbray. Uczęszczał na zajęcia z malarstwa plenerowego. W latach 90. XIX wieku przyjeżdżał go Greenwich, do kolonii artystów Cos Cob, mieszczącej się w Holley House. Jako student letnich kursów zapoznawał się z impresjonizmem. Poznał wówczas Constant Holley, córkę właściciela Holley House i w 1900 roku ożenił się z nią. W Holley House mieszkał przez cały okres swojej kariery, a po śmierci Twachtmana został kierownikiem kolonii.

### Okres dojrzały
Na początku XX wieku był związany z nowojorską galerią Williama Macbetha. Wystawiała ona prace Roberta Henriego, Williama Glackensa i innych artystów, którzy później stali się znani jako ugrupowanie The Eight. MacRae odegrał kluczową rolę w zorganizowaniu międzynarodowej wystawy Armory Show w 1913 roku. Wziął też w niej udział, wystawiając 6 swoich pasteli i 4 obrazy olejne. Był członkiem założycielem oraz sekretarzem-skarbnikiem stowarzyszenia pastelistów, które w latach 1910–1914 zorganizowało 4 wystawy w Nowym Jorku, a w 1915 roku rozwiązało się. Pomysł Armory Show był przypuszczalnie dyskutowany w trakcie drugiej wystawy pastelistów, otwartej w grudniu 1911 roku i prezentującej prace takich artystów jak: MacRae, Mary Cassatt, Arthur Bowen Davies, William Glackens, Robert Henri i John Henry Twachtman. W 1915 roku MacRae zaprzestał malowania i zaczął tworzyć rzeźbione i dekorowane panele i parawany, które zaprezentował na wystawie w nowojorskiej Montross Gallery w 1926 roku. W 1957 roku wdowa po artyście sprzedała dom Towarzystwu Historycznemu Miasta Greenwich. W czasie prac remontowych w 1958 roku odkryto w jednym z budynków gospodarczych rysunki i pastele nieżyjącego artysty. Zaprezentowano je w 1959 roku na poświęconej mu wystawie pośmiertnej w Milch Galleries w Nowym Jorku.

## Twórczość
Wczesne prace MacRae zdradzają wpływ formalny i tematyczny sztuki japońskiej, w tym również wpływ jego kolegi ze studiów, Genjiro Yeto. Stałym motywem jego obrazów, pasteli i szkiców była jego żona oraz ich córki-bliźniaczki, Constant i Clarissa, urodzone 31 października 1904 roku. MacRae największe osiągnięcia zanotował w dziedzinie malarstwa pastelowego. Według pewnego krytyka sztuki w Boston Globe z 1911 roku miał on rzadkie wyczucie nastrojowych głębi i tajemniczości kolorów, za pomocą których przedstawiał widoki portu, rzeki czy miasta.